# 彼得·西科拉
彼得·西科拉（捷克語：Petr Sýkora，1966年2月14日—），生于比尔森，捷克前男子冰球运动员。他曾代表捷克国家队参加2002年冬季奥林匹克运动会冰球比赛，获得第五名。